# Marienkapelle (Itzlings)

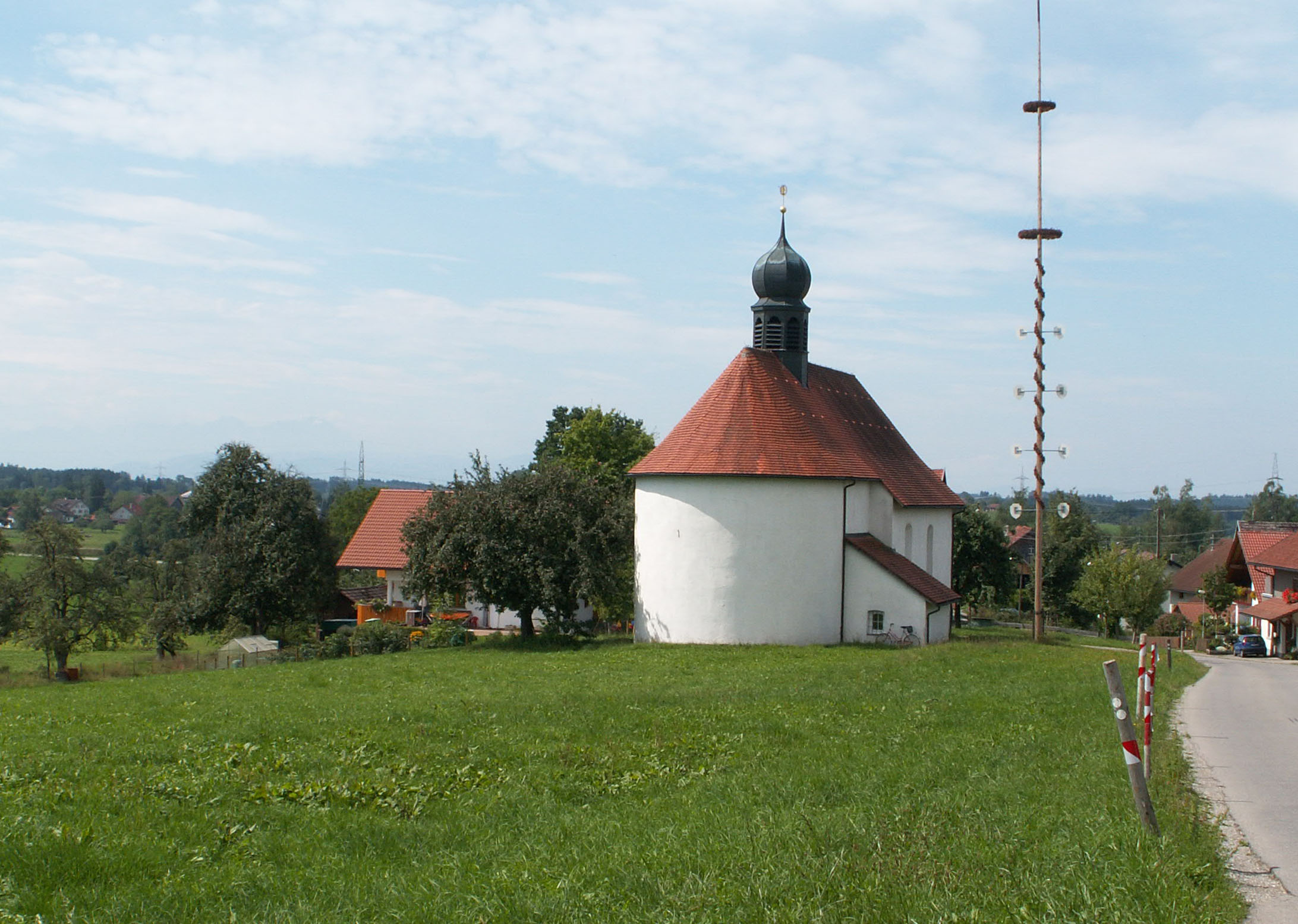
Marienkapelle in Itzlings

Die römisch-katholische Marienkapelle steht in Itzlings, einem Gemeindeteil von Hergatz im schwäbischen Landkreis Lindau (Bodensee) in Bayern. Das Bauwerk ist  in der Liste der Baudenkmäler in Hergatz als Baudenkmal unter der Nr. D-7-76-131-2 eingetragen. Die Kapelle gehört zum Bistum Augsburg.

## Beschreibung
Die Saalkirche wurde 1678 erbaut. Sie besteht aus einem Langhaus, einem eingezogenen, halbrund geschlossenen Chor im Osten, und einer Sakristei an der Nordwand des Chors. Aus dem Satteldach des Langhauses erhebt sich ein achteckiger Dachreiter, in dessen Glockenstuhl eine Kirchenglocke hängt, und der mit einer Zwiebelhaube bedeckt ist. Zur Kirchenausstattung gehört ein 1707 gebauter Hochaltar, der beidseitig von je zwei Säulen aus Marmor flankiert wird. Eine Kopie des Gnadenbildes Mariahilf von Lucas Cranach dem Älteren wurde 1959 erworben. Ein Harmonium wurde 1896 angeschafft.